# 徐敦
徐敦（1509年—？），字叔厚，號南野，直隸蘇州府 太倉州民籍，長洲縣人，明朝政治人物。

## 生平
徐敦為農家子弟，早年應科舉不利，轉而經商。年屆三十，又去商從儒，補諸生。中式嘉靖二十二年（1543年）應天府鄉試第三十四名舉人，嘉靖二十六年（1547年）登丁未科進士。大理寺觀政，歷官諸暨、陽信知縣，廉潔有威望，徵為南京監察御史。抗疏論鄢懋卿，得罪嚴嵩，出爲山西按察司僉事，轉貴州布政使司參議，升陕西副使，為人攻訐去官。又起為吉州知州，歷升南京刑部、禮部郎中，出为山东佥事，升陕西苑馬寺少卿。終因為人耿介，致仕。

## 家族
曾祖父徐楩；祖父徐克清；父徐忱，前母王氏；前母浦氏；前母王氏；母吳氏。子徐可贤。